# Wurgcontract
Een wurgcontract is een contract met daarin voor een der contractspartijen zeer nadelige contractsvoorwaarden. Meestal is er sprake van ongelijkwaardige machtsverhoudingen tussen de partijen, waardoor de sterkere partij, die de contractsvoorwaarden opstelt, de zwakkere partij zijn wil kan opleggen. De term verwijst naar wurging, omdat de zwakkere partij door het contract in zekere zin iedere ademruimte wordt ontnomen. Wurgcontracten kunnen onder omstandigheden juridisch onhoudbaar zijn. De term wordt ook losser gebruikt voor een contract dat juridisch correct is, maar door een van de partijen als sterk nadelig wordt ervaren.

## Inhoud
De contractbepalingen kunnen erop zijn gericht om:
- De sterkere partij een grotere machtspositie te verschaffen of uit te breiden ten opzichte van de zwakkere partij;
- De sterkere partij de mogelijkheid geven de zwakkere verdergaande verplichtingen te onlokken;
- De uitoefening van rechten door de zwakkere partij (nagenoeg) onmogelijk te maken;
- De zwakkere partij voortdurend afhankelijk te houden van de sterkere partij;
- De zwakkere partij op illegale wijze te binden of tot illegale handelingen of transacties te verplichten. Het contract is daarmee in juridische zin nietig, maar in geval van bijvoorbeeld prostitutie is de vraag, of de zwakkere partij daarvan op de hoogte is of zich in staat voelt zijn recht te halen.

## Voorbeelden
Voorbeelden van wurgbepalingen in wurgcontracten zijn:
- Gedwongen winkelnering en koppelverkoop: de zwakkere partij wordt gedwongen dan wel bepaalde diensten en goederen altijd bij de sterke partij af te nemen, of moet een extra product bijkopen.
- Engelse clausule: de zwakkere partij moet gedwongen goedkopere offertes van concurrenten van de sterkere partij melden.
- Woekerrente of -kosten: de zwakkere partij moet veel te veel voor goederen of diensten betalen. Bij leningen leidt dit vaak tot voortdurende afhankelijkheid van de schuldeiser, soms tot verlies van alle bezittingen en vrijheid toe.
- Anderzijds is het ook mogelijk dat de zwakkere partij de dienst of levering verricht en door de sterkere partij tot hoge kortingen wordt gedwongen.
- Belemmering van rechten: de voorwaarden maken het (vrijwel) onmogelijk voor de zwakkere partij om rechten uit het contract te doen gelden, ook als de sterkere partij wanprestatie pleegt.
- Aansprakelijkheden: alle aansprakelijkheden worden bij de zwakkere partij gelegd.
- Onredelijke non-concurrentiebedingen, bijvoorbeeld een verbod om binnen een land of continent bij een concurrent te gaan werken na beëindiging van het dienstverband.
- Verplichtingen die los van het contract staan: het contract legt de zwakkere partij verplichtingen op die in principe los staan van de levering of dienst. Hij moet bijvoorbeeld de zoon van de sterkere partij in zijn winkel in dienst nemen.
- Onacceptabele arbeidsvoorwaarden, waarbij men kan denken aan extreem lange werkdagen, gevaarlijke taken, salaris beneden het minimumloon, etc.
- Onzedelijke contractsverplichtingen, zoals prostitutie of mensen- en kinderhandel.
- Verplichtingen die leiden tot een vicieuze cirkel waarin de zwakkere partij afhankelijk blijft van de sterkere partij. Dit kan door niet op te brengen kosten- of renteverplichtingen, of door sanctiebepalingen die de plichtenlast voor de zwakkere partij verzwaren of verlengen bij de minste of geringste 'misstap'.

Onderstaand door Iris Chang aangehaald voorbeeld is een wurgcontract tussen een Chinese prostituee en haar madam uit de jaren 1870 in San Francisco. Dit contract was niet slechts illegaal, maar er ook op gericht het meisje in de macht van haar madam te houden, daar het in praktijk tot jaren- of levenslange binding leidde. Hoewel het contract in theorie hoogstwaarschijnlijk nietig was beseften de meisjes dit niet. 
Yut Kum stemt hiermee toe haar lichaam te prostitueren in dienst van Mee Yung voor een periode van 4 jaar. Wanneer deze periode verstreken is zullen zowel de dienst als het salaris niet meer worden verleend. Yut Kum zal voor elke 15 dagen ziekte een maand werk moeten inhalen. Als ze zwanger raakt, zal ze een jaar extra dienen. Wanneer een man haar af wil kopen dient die een bevredigende oplossing te vinden met Mee Yung. Als Yut Kum wegloopt en wordt teruggevonden, zal zij voor eeuwig in dienst blijven. Als de meesteres naar China terugkeert, zal Yut Kum haar dienstperiode afmaken in dienst van een ander persoon.

## Wettelijke remedies
De hoofdregel in de meeste wetten is de 'rule of law'. Men is dus in principe gebonden aan contracten en afspraken: een man een man een woord een woord, pacta sunt servanda. Hier bestaan echter uitzonderingen op die er met name op gericht zijn wurgcontracten te ondermijnen. Allereerst zijn contracten die tot stand gekomen zijn met wilsgebreken als bedrog, bedreiging, misbruik van omstandigheden vernietigbaar. Bovendien zijn afspraken die in strijd zijn met de wet of de goede zeden en openbare orde eveneens strafbaar. De hierboven genoemde voorbeelden vallen hier meestal onder, daar wat niet onder goede zeden en openbare orde valt meestal wordt gesanctioneerd door consumentenrecht, mededingingsrecht en algemeen civiel recht. De zwakkere partij zal hier zelf echter een beroep op moeten doen.